# Довгохвоста перепелиця
Довгохвоста перепелиця (Dendrortyx) — рід куроподібних птахів родини токрових (Odontophoridae). Містить 3 види.

## Поширення
Представники роду поширені в Мексиці і Центральній Америці.

## Опис
Забарвлення коричневе або сіро-коричневе. На голові є чубчик. Від інших токрових відрізняються більшими розмірами та довшими хвостами. Зовні схожі більше на курей, ніж на перепілок.

## Види
- Перепелиця мексиканська (Dendrortyx barbatus)
- Перепелиця білолоба (Dendrortyx leucophrys)
- Перепелиця чорногорла (Dendrortyx macroura)